# Gibellula clavulifera
Gibellula clavulifera är en svampart som först beskrevs av Petch, och fick sitt nu gällande namn av Samson & H.C. Evans 1977. Gibellula clavulifera ingår i släktet Gibellula och familjen Cordycipitaceae.   Inga underarter finns listade i Catalogue of Life.